# Peperomia lawrancei
Peperomia lawrancei är en pepparväxtart som beskrevs av Trel. & Yunck.. Peperomia lawrancei ingår i släktet peperomior, och familjen pepparväxter. Inga underarter finns listade i Catalogue of Life.